# Вільдфлеккен
Вільдфлеккен (нім. Wildflecken) — громада в Німеччині, розташована в землі Баварія. Підпорядковується адміністративному округу Нижня Франконія. Входить до складу району Бад-Кіссінген.
Площа — 77,56 км2. Населення становить 2896 ос. (станом на 31 грудня 2020).